# The Bouncing Souls
The Bouncing Souls is een punkband uit New Brunswick (New Jersey) die werd opgericht in 1989.
De naam van de band is afgeleid van een reclameslogan van Doc Martens, namelijk "with bouncing soles". Deze schoenen, met zolen met luchtkussens, vormen een belangrijk onderdeel van de punkmode.

## Biografie
De vier oorspronkelijke leden groeiden op in Basking Ridge in New Jersey en speelden tijdens hun tijd op de Ridge High School in verschillende bandjes. Ze besloten naar New Brunswick te verhuizen, een studentenstad en de thuisbasis van de Rutgers-universiteit. Hier besloten ze The Bouncing Souls op te richten. De band verkreeg lokaal succes in het concert- en feestcircuit van de stad.
Hun debuutalbum, The Good, the Bad, and the Argyle, werd in 1994 uitgegeven via Chunksaah Records, het platenlabel van de band zelf. Het album is een compilatie van verschillende ep's die de band al eerder had uitgebracht. Hun tweede studioalbum kwam uit in 1996 en is getiteld Maniacal Laughter. Het leidde tot een concerttournee samen met Youth Brigade die de aandacht trok van Epitaph Records.
The Bouncing Souls tekende in 1997 bij Epitaph en bracht later dat jaar The Bouncing Souls uit. Hopeless Romantic volgde in 1999. kort na de uitgave van Hopeless Romantic verliet drummer Shal Khichi The Bouncing Souls vanwege persoonlijke problemen met de andere bandleden. Voor hem in de plaats kwam Michael McDermott, die al in verscheidene andere bands had gespeeld.
How I Spent My Summer Vacation (2001) was het eerste studioalbum met de nieuwe formatie. Het album werd een succes in de skatepunk-scene en het leidde de band tot een hoogtepunt. Het werd gevolgd door het verzamelalbum The Bad, the Worse, and the Out of Print en het splitalbum BYO Split Series, Vol. 4 met Anti-Flag in 2002. In 2003 bracht de band hun zesde studioalbum uit, getiteld Anchors Aweigh, evenals hun eerste videoalbum, getiteld Do You Remember? 15 Years of the Bouncing Souls. In 2005 gaf de band twee livealbums uit: een dubbelalbum simpelweg getiteld Live en de dvd Live at the Glasshouse, die het 19de deel vormt van de The Show Must Go Off!-serie van Kung Fu Records. Het zevende studioalbum, The Gold Record, volgde het jaar daarop.
In 2009 bracht de band een reeks van zestien digitale nummers en vier 7-inch ep's uit in het kader van de 20th Anniversary Series. Twaalf van deze nummers werden uitgebracht op een album met de titel Ghosts on the Boardwalk, dat op 12 januari 2010 werd uitgebracht. In 2011 was de band was de eerste die te zien was in de The Complete Control Sessions-serie van SideOneDummy Records. Deze albumreeks bestaat uit livealbums van verschillende bands. De bijdrage van de band aan de serie bestaat uit zes nummers, waaronder een cover van The Misfits
The Bouncing Souls brachten het negende studioalbum, getiteld Comet, uit op 12 juni 2012 via Rise Records, het eerste album van dit band via dit label. Het artwork en de nummers werden op 12 maart 2012 bekendgemaakt, samen met het derde nummer van het album, "Static", dat online kon worden gestreamd. Op 25 juni 2013 kondigde The Bouncing Souls aan dat drummer Michael McDermott de band zou verlaten om 'andere muzikale interesses na te streven'. Op 26 september werd tijdens een geheim optreden in Asbury Lanes bekendgemaakt dat George Rebelo van Hot Water Music en Against Me! oud-drummer McDermott zou vervangen.
De band bracht een tiende studioalbum, getiteld Simplicity, uit op 29 juli 2016. Op 15 maart 2019 bracht The Bouncing Souls een boek en de ep Crucial Moments uit om het 30-jarig jubileum van de band te vieren.

## Leden
- Greg Attonito - zang (1989-heden)
- Pete Steinkopf - gitaar (1989-heden)
- Bryan Kienlen - basgitaar (1989-heden)
- George Rebelo - drums (2013-heden)

Voormalige leden
- Shal Khichi - drums (1989-2000)
- Michael McDermott - drums (2000-2013)

## Discografie
Studioalbums
- The Good, the Bad, and the Argyle (1994)
- Maniacal Laughter (1996)
- The Bouncing Souls (1997)
- Hopeless Romantic (1999)
- How I Spent My Summer Vacation (2001)
- Anchors Aweigh (2003)
- The Gold Record (2006)
- Ghosts on the Boardwalk (2010)
- Comet (2011)
- Simplicity (2016)
- Volume 2 (2020)